# Fernando Antogna
Fernando Antogna (Chivilcoy, 21 de dezembro de 1976) é um ciclista argentino e medalhista pan-americano nos Jogos do Rio de Janeiro em 2007.